# Сукма (округ)
Сукма (англ. Sukma) — округ в индийском штате Чхаттисгарх. Образован в 1 января 2012 года, путём выделения из округа Дантевада. Административный центр — город Сукма. Площадь — 5 635.79 км². Население — 249 000 человек (на 2001 год). 